# El Progreso, Hueytamalco
El Progreso är en ort i Mexiko.   Den ligger i kommunen Hueytamalco och delstaten Puebla, i den sydöstra delen av landet, 200 km öster om huvudstaden Mexico City. El Progreso ligger 544 meter över havet och antalet invånare är 1 305.
Terrängen runt El Progreso är varierad, och sluttar norrut. Runt El Progreso är det ganska tätbefolkat, med 134 invånare per kvadratkilometer. Närmaste större samhälle är Tlapacoyan, 17,2 km öster om El Progreso. I omgivningarna runt El Progreso växer i huvudsak städsegrön lövskog.